# 天野文雄
天野 文雄（あまの ふみお、1946年12月20日 - ）は、日本の美学者、能楽研究者。京都造形芸術大学舞台芸術センター所長、大阪大学名誉教授。

## 来歴・人物
東京都八王子市生まれ。早稲田大学第一法学部卒業後、編集者などを経て國學院大學文学部に学士入学。1980年同大学院文学研究科博士課程単位取得満期退学。1996年『翁猿楽研究』で法政大学文学博士、また同書で観世寿夫記念法政大学能楽賞を受賞する。上田女子短期大学助教授、大阪大学文学部助教授を経て、1996年教授。2006年大阪大学文学部長に就任。2008年『世阿弥がいた場所』で河竹賞受賞。2006年より2014年まで日本演劇学会会長。2010年大阪大学を定年退職、名誉教授となる。その後は国際高等研究所副所長を経て、渡邊守章の後任として2014年4月より、現職。

## 著書
- 『翁猿楽研究』和泉書院 1995
- 『能に憑かれた権力者 秀吉能楽愛好記』講談社選書メチエ 1997／法蔵館文庫※ 2025
- 『現代能楽講義 能と狂言の魅力と歴史についての十講』大阪大学出版会 2004
- 『世阿弥がいた場所 能大成期の能と能役者をめぐる環境』ぺりかん社 2007
- 『能苑逍遥〈上〉 世阿弥を歩く』大阪大学出版会 阪大リーブル 2009
- 『能苑逍遥〈中〉 能という演劇を歩く』大阪大学出版会 阪大リーブル 2009
- 『能苑逍遥〈下〉 能の歴史を歩く』大阪大学出版会 阪大リーブル 2010
- 『能楽名作選 原文・現代語訳〈上下〉』KADOKAWA※ 2017
- 『能楽手帖』角川ソフィア文庫※ 2019

※は電子書籍も刊

### 共編著
- 表章『岩波講座 能・狂言I 能楽の歴史』岩波書店 1987
- 『芸術学フォーラム 7 文芸・演劇の諸相』森谷宇一・山縣熙共編、勁草書房 1997
- 『講座日本の伝承文学 第6巻 芸能伝承の世界』須田悦生・渡邊昭五共編著、三弥井書店 1999
- 『能を読む』全4巻、角川学芸出版 2013。現代語訳

梅原猛・観世清和監修、土屋恵一郎・中沢新一・松岡心平と編集委員
- 『世阿弥を学び、世阿弥に学ぶ』大蔵文蔵監修、大阪大学出版会　2016。編者
- 『禅からみた日本・中世の文化と社会』ぺりかん社 2016